# Eclipsi (pel·lícula)
Eclipsi (en l'anglès original: The Twilight Saga: Eclipse, anomenada normalment Eclipse), és una pel·lícula de fantasia romàntica dels Estats Units de 2010 basada en la novel·la Eclipsi de 2007 de Stephenie Meyer i en la novel·la curta de 2010 La segona vida de Bree Tanner. És la tercera entrega la saga Crepuscle, després de Crepuscle i Lluna nova. Està dirigida per David Slade i la protagonitzen Kristen Stewart, Robert Pattinson i Taylor Lautner com a Bella Swan, Edward Cullen i Jacob Black, respectivament. Melissa Rosenberg, guionista de les dues pel·lícules anteriors, va tornar a ser-ne la guionista. El rodatge va començar el 17 d'agost de 2009 a Vancouver i es va acabar a finals d'octubre d'aquell mateix any. Bryce Dallas Howard va substituir Rachelle Lefevre com a Victoria.
La pel·lícula es va estrenar mundialment el 30 de juny de 2010 als cinemes i va ser la primera de la saga en ser estrenada als IMAX. La pel·lícula va rebre crítiques mixtes.
Ha estat doblada al català.

## Argument
Bella Swan torna a trobar-se envoltada de perills, mentre Seattle es veu assolada per una onada de misteriosos assassinats i una maliciosa vampira prossegueix la seva recerca de revenja. Al mig de tot això, Bella es veu obligada a escollir entre el seu amor per Edward Cullen i la seva amistat amb Jacob.

## Repartiment
Repartiment principal
- Kristen Stewart com a Bella Swan, que es troba envoltada de perills i amenaçada per la vampir Victoria. Mentrestant, ha de triar entre el seu amor pel vampir Edward Cullen i la seva amistat amb l'home llop Jacob Black.[9]
- Robert Pattinson com a Edward Cullen, el vampir xicot de Bella que pot llegir ments, excepte la de Bella. A Lluna nova, Edward la deixa i ara ha tornat per intentar formar part de la seva vida.[10]
- Taylor Lautner com a Jacob Black,[2] un home llop amb qui Bella troba consol durant l'absència d'Edward a Lluna nova. Ara que Edward ha tornat a la vida de Bella, li ha de demostrar que ell és la millor opció.

Repartiment secundari
- Peter Facinelli com a Carlisle Cullen, un doctor compassiu que és una figura paternal per l'aquelarre Cullen. És un dels creadors de la família Cullen, amb Alice i Jasper.[11]
- Elizabeth Reaser com a Esme Cullen, una figura maternal afectuosa de la família Cullen.[12][13]
- Ashley Greene com a Alice Cullen, membre de la família Cullen que pot veure visions «subjectives» i que és amiga íntima de Bella.[14]
- Kellan Lutz com a Emmett Cullen, el membre més fort de la família Cullen i bromista.[15]
- Nikki Reed com a Rosalie Hale, que havia estat violada pel seu promès i abandonada a la seva sort abans d'esdevenir vampir. També creu que Bella comet un error en voler viure una vida de vampir abans d'haver viscut una vida completament humana.[16]
- Jackson Rathbone com a Jasper Hale, lluitador pels drets civils que esdevé vampir que entrena els nounats. També és membre de l'aquelarre Cullen que entrena la família per lluitar vampirs nounats i que pot sentir/controlar/manipular les emocions.[17]
- Billy Burke com a Charlie Swan, el pare de Bella i cap de policia.[18]
- Bryce Dallas Howard com a Victoria, un vampir que vol matar Bella per venjar el seu company James, que creu que va ser assassinat per Edward a la primera pel·lícula.
- Dakota Fanning com a Jane, servidora lleial dels Volturi i germana bessona d'Alec.
- Cameron Bright com a Alec, servidor lleial dels Volturi i germà bessó de Jane.
- Xavier Samuel com a Riley Biers, a qui Victoria canvia per formar el neu exèrcit de vampirs nounats.
- Jodelle Ferland com a Bree Tanner, una vampira nounata creada per lluitar contra els Cullen.
- Sarah Clarke com a Renée Dwyer, mare de Bella que viu a Jacksonville (Florida) amb el seu marit Phil.
- Anna Kendrick com a Jessica Stanley, una de les amigues de Bella.
- Michael Welch com a Mike Newton, amic de Bella que n'està enamorat i a qui no li agrada Edward.
- Catalina Sandino Moreno com a Maria, que converteix Jasper en vampir.